# في بي أم أر غريفون
في بي أم أر غريفون هي مدرعة متعددة المهام فرنسية، من المخطط أن يحصل الجيش الفرنسي على 1872 منها.